# 施泰因巴赫河 (薩斯尼茨)
54°31′00″N 13°39′24″E / 54.51666°N 13.65654°E

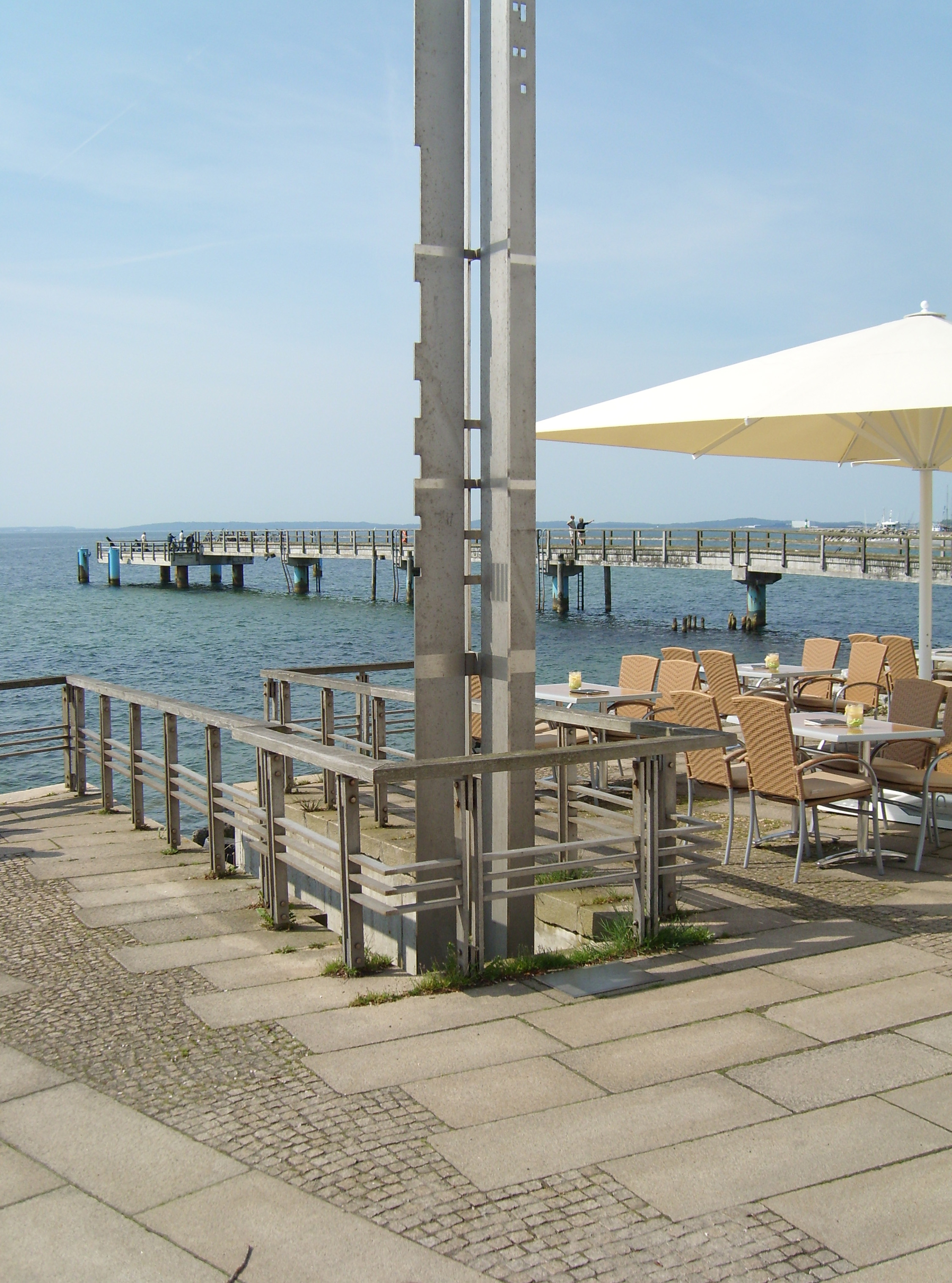
施泰因巴赫河（薩斯尼茨）

施泰因巴赫河（德語：Steinbach），是德國的河流，位於該國東北部，由梅克倫堡-前波美拉尼亞州負責管轄，處於呂根島，河道全長3.7公里，發源自亞斯蒙德國家公園，最終在薩斯尼茨注入波羅的海。